# وستون لانگویل
وستون لانگویل (به انگلیسی: Weston Longville) یک روستا و محله مدنی در بریتانیا است که در Broadland واقع شده‌است. وستون لانگویل ۱۱٫۲۴ کیلومتر مربع مساحت و ۳۳۹ نفر جمعیت دارد.